# 特勤機甲隊
POWER DoLLS是日本工畫堂所發行的一款以美少女為主角的戰略遊戲，由旗下的USAGISAN TEAM所開發的系列作品，網頁遊戲版由日本遊戲橘子所改編。中文化版本初期系列1~4代由台灣華義國際代理，6代由光譜資訊代理，其中5代以及5X並未有台灣代理商進行中文化作業。
玩家必須對雙足步行機甲POWER Loader（簡稱PLD）下達移動、偵查、戰鬥等指令，並完成目標破壞、救出人質、指定時間內戰線確保等目標。
以女性駕駛員為主的DoLLS中隊令此款遊戲看似簡單，實際上卻有著極高的難度存在。玩家必須為了勝利進行戰術策劃（運輸部隊進入方向、降落點、支援車輛配置、PLD武器裝備等），並依據任務性質不同而有所變化，玩家必須對於各種任務需有高度的判斷能力。而遊戲的高難度造成某些初學者望之卻步。

## 故事大綱
劇情內容以架空的歐姆尼（OMNI）行星為背景舞台，並以其中的第177特務大隊第三中隊DoLLS（Detachment of Limited Line Service）為主，駕駛雙足步行機甲POWER Loader進行破壞工作、人員救出等戰場上特殊行動。
特勤機甲隊系列的故事內容主要分為兩大世代，從與地球政府軍尋求歐姆尼星獨立抗戰以及後續與反歐姆尼政府組織「吉亞士」對抗的第一世代，和為抵禦塞菲爾特共和國所發生戰爭的第二世代。
而在系統方面兩大世代展現完全不同的操作模式，第一世代作品是傳統的回合制戰術遊戲（類似桌上型戰棋遊戲），從第二世代開始則引進即時制系統，並在第6代大膽改以3D繪圖的FPS模式混合即時戰略要素進行遊戲。Web網頁版則為策略遊戲，負責人事、派兵、基地升級及防禦等。

### 第一世代
- POWER DoLLS ~ POWER DoLLS FX

西元2535年，歐姆尼行星與地球政府因主權問題產生對立，並隨即進入戰爭。面對數量龐大的地球軍，歐姆尼政府將當初原本做為行星開發用途的POWER Loader（PLD）改裝成機動兵器進行游擊對抗。並在2540年歐姆尼軍將全PLD化特種部隊"第177特務大隊"投入戰場，展開全新的戰爭型態，並且獲取了最終勝利（通稱歐姆尼獨立戰爭）。
- POWER DoLLS 2全系列

在獨立戰爭結束38個月後，地球政府軍的餘黨，利用受到迫害的新地球移民與打算爭食利益的企業組成反政府軍「吉亞士」，並且在各地引起暴動。意識到將發展成全面戰爭的歐姆尼政府緊急發布總動員令，命原獨立戰爭時期第177特務大隊第三中隊隊長，海軍陸戰隊上校哈蒂‧紐蘭多重新招集重組DoLLS小隊，再次執行困難的特殊任務。

### 第二世代
- POWER DoLLS 3 ~ 6 ~ Web

吉亞士的動亂平息約100年後，賽菲魯特州為脫離歐姆尼聯邦而發動了獨立戰爭。但在獨立後，由於總統約翰‧布朗被暗殺，使得賽菲魯特共和國陷入空前的混亂。起而繼之的吉米‧布朗政府，卻因不善經濟政策而導致政局混亂，為解決困境於2643年向歐姆尼聯邦發動侵略。

## 何謂第177特務大隊
第177特務大隊為歐姆尼獨立戰爭時期，伴隨雙足步行機甲X-1系列開發終了而成立，以PLD特性進行戰術運用並持續研究，是直屬於歐姆尼國防部的特殊部隊。其中因應目的不同而共分為三個中隊。
- 第一戰鬥中隊：叢林野戰部隊。以山岳、叢林等戰鬥任務為主。
- 第二戰鬥中隊：城市攻擊部隊。進行城市、要塞、碉堡等戰鬥為任務。
- 第三戰鬥中隊：DoLLS部隊。以奇襲、獵殺、深入破壞為主要任務。

第三中隊DoLLS完全由女性隊員所組成，被稱為「POWER DoLLS」。而歐姆尼軍就以此部隊進行對敵人的奇襲、獵殺、破壞的任務，來對入侵的敵人展開毀滅性的攻擊……

## 歷年發售列表
- 以下發售日以日本方面為主

### 遊戲作品
| 發售日     | 名稱                         | 系統平台                      | 中文化 |
| ---------- | ---------------------------- | ----------------------------- | ------ |
| 1994.01.14 | POWER DoLLS                  | PC-9801系列                   |        |
| 1994.07.22 | POWER DoLLS                  | TOWNS                         |        |
| 1994.12.02 | POWER DoLLS                  | DOS/V                         | ●      |
| 1994.12.16 | POWER DoLLS 2                | PC-9801系列                   |        |
| 1995.05.26 | POWER DoLLS MANIA KIT        | Windows 3.1                   | ●      |
| 1995.09.08 | POWER DoLLS 2 DASH           | PC-9801系列                   |        |
| 1995.11.17 | POWER DoLLS 2                | DOS/V                         | ●      |
| 1995.11.17 | POWER DoLLS 2                | TOWNS                         |        |
| 1996.02.23 | POWER DoLLS FX               | PC-FX                         |        |
| 1996.04.05 | ADVANCED POWER DoLLS 2       | PC-9801系列                   |        |
| 1996.10.04 | POWER DoLLS 2 DASH           | DOS/V                         | ●      |
| 1997.03.19 | POWER DoLLS                  | Windows 3.1/95                |        |
| 1997.10.09 | POWER DoLLS MANIA KIT 2      | windows 95                    |        |
| 1997.11.20 | POWER DoLLS 2                | PlayStation                   |        |
| 1997.11.21 | POWER DoLLS                  | 卡片遊戲                      |        |
| 1998.04.17 | POWER DoLLS 2 PLUS DASH      | Windows 95                    |        |
| 1999.01.29 | ADVANCED POWER DoLLS 2       | Windows 95/98                 | ●      |
| 1999.03.26 | POWER DoLLS 3                | Windows 95/98                 | ●      |
| 1999.07.09 | POWER DoLLS 3 MANIA KIT (註) | Windows 95/98                 | ●      |
| 2000.04.28 | POWER DoLLS 4                | Windows 95/98                 | ●      |
| 2002.04.26 | POWER DoLLS 5                | Windows 98/Me/2000/XP         |        |
| 2002.12.20 | POWER DoLLS 5X               | Windows 98/Me/2000/XP         |        |
| 2004.02.27 | POWER DoLLS 6                | Windows 98/Me/2000/XP         | ●      |
| 2004.04.12 | POWER DoLLS CV (註)          | Windows 95/98/98SE/Me/XP      |        |
| 2007.04.27 | POWER DoLLS 5 plus X         | Windows 98se/Me/2000/XP/Vista |        |
| 2008.06.27 | POWER DoLLS 2 Complete BOX   | Windows 98se/Me/2000/XP/Vista |        |
| 2009.03.27 | POWER DoLLS 1                | Windows 2000/XP/Vista         |        |
| 2011.12.19 | Web POWER DoLLS              | Web (2014.9.17營運終止)       |        |

- 註：PDS3 MANIA KIT在台灣與3本體同捆販售
- 註：為1998年發售的POWER DoLLS 2 Plus DASH 與 POWE RDoLLS MANIA KIT2 同捆販售

### OVA作品
| 發售日     | 日文原名                                         | 中譯或英譯                                                   |
| ---------- | ------------------------------------------------ | ------------------------------------------------------------ |
| 1996.03.01 |                                                  | POWER DoLLS-OMNI戰紀2540-                                    |
| 1998.03.01 | POWER DoLLS Detachment of Limited Line Service α | POWER DoLLS Detachment of Limited Line Service Project alpha |

## 相關連結
- （日語）工画堂 （页面存档备份，存于）
- （日語）特勤機甲隊官網 （页面存档备份，存于）
- （日語）POWERDoLLS情報サイト 工画乃郷
- （日語）Webパワードール公式サイト，存於網際網路檔案館
- （日語）Webパワードールの最新ニュースやレビュー4Gamer.net （页面存档备份，存于）
- （日語）Webパワードール攻略wiki